# Laguna de Atlangatepec
La Laguna de Atlangatepec es un cuerpo de agua natural ubicado en el estado de Tlaxcala, México. Situada en el municipio de Atlangatepec, esta laguna representa un importante ecosistema acuático dentro de la región central de México. Con una extensión aproximada de 1200 hectáreas, la laguna desempeña un papel vital en la biodiversidad local y en la vida de las comunidades circundantes.

## Historia
En abril de 1961, bajo la presidencia de Adolfo López Mateos, se inauguró la presa de Atlangatepec, un proyecto hidráulico de gran envergadura destinado a la captación de agua pluvial en el estado de Tlaxcala, México.
La construcción de esta presa fue llevada a cabo por la entonces Secretaría de Recursos Hidráulicos, la cual erigió una cortina de piedra de cantera con una extensión de aproximadamente un kilómetro para represar las aguas pluviales durante cada temporada de lluvias. En su momento inicial, la presa contaba con un embalse que abarcaba una superficie de mil 200 hectáreas, beneficiando a las comunidades de Atlangatepec, específicamente a Santa Clara, San Luis, La Trasquila y San José.
El propósito primordial de este proyecto era el aprovechamiento del agua para la irrigación de cultivos tales como maíz, hortalizas y forraje, abarcando una zona que se extendía desde el ejido de San Juan Bautista hasta Santa Apolonia Teacalco. Con el paso del tiempo, la presa ha experimentado modificaciones y actualmente su embalse comprende una extensión de 700 hectáreas.

## Características geográficas

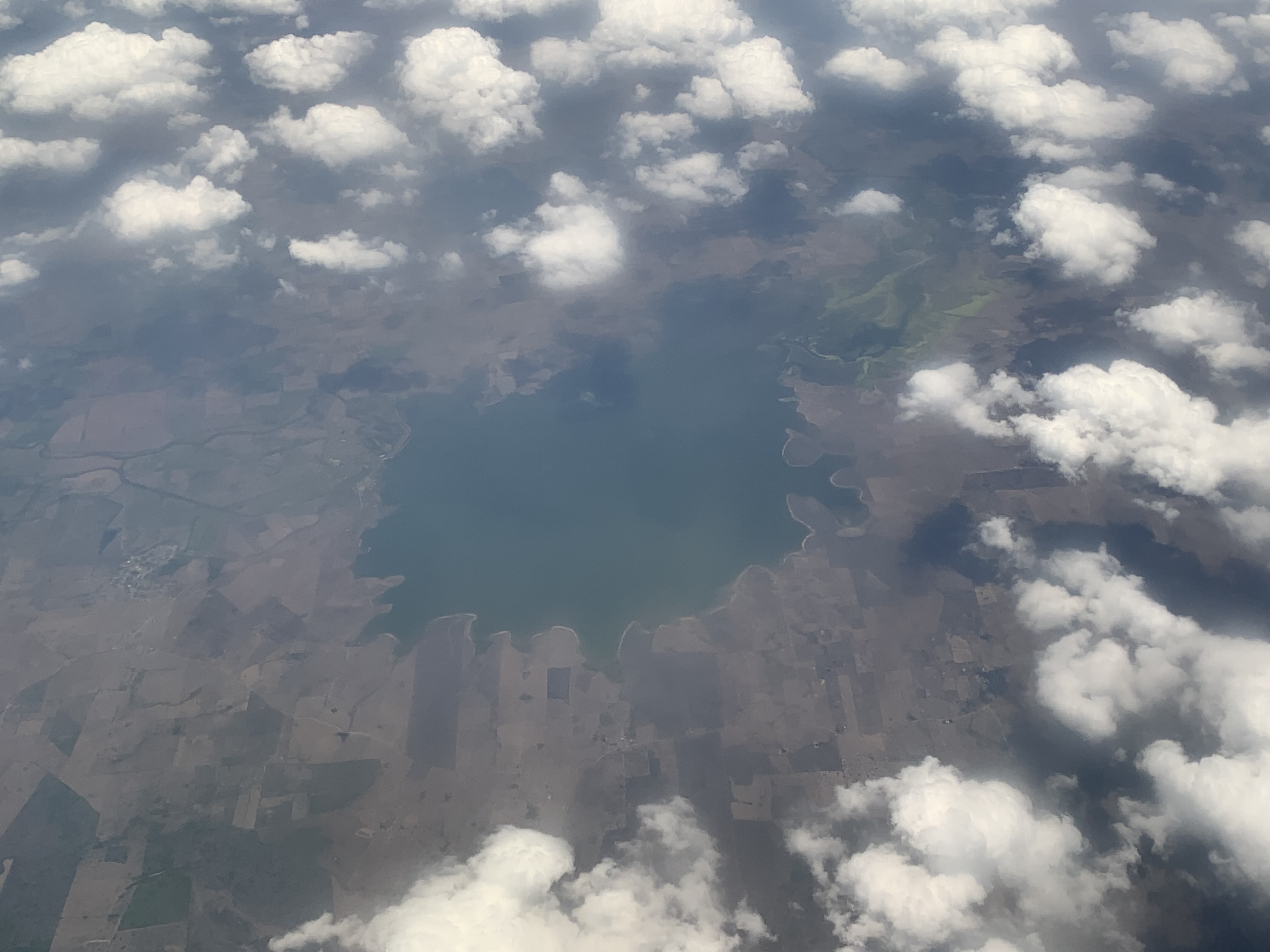
Laguna de Atlangatepec desde el aire

La Laguna de Atlangatepec se encuentra en una cuenca endorreica, lo que significa que no tiene salida superficial hacia el mar y depende en gran medida de la precipitación pluvial para mantener su nivel de agua. Rodeada por una exuberante vegetación compuesta principalmente por árboles de galería y herbáceas acuáticas, la laguna ofrece un hábitat propicio para una variedad de especies de aves, peces y otros organismos acuáticos.Es alimentada por aguas del Rio Zahuapan principalmente, además de rios pequeños como El Espejo, Totoltepec y el Potrero.

## Importancia ecológica y cultural
Esta laguna no solo es vital para la biodiversidad local, sino que también desempeña un papel fundamental en la vida de las comunidades humanas que habitan en sus alrededores. A lo largo de los años, ha sido un recurso importante para la pesca, la agricultura y el turismo local, atrayendo a visitantes que buscan disfrutar de su belleza natural y participar en actividades recreativas.

### Centro acuícola y pesca
Durante la administración estatal de Beatriz Paredes Rangel, se construyó el Centro Acuícola con el objetivo de fomentar la producción de recursos pesqueros en la región. En este centro, se llevaron a cabo estudios sobre tres especies de carpas, las cuales fueron posteriormente introducidas en la presa. Actualmente, cuatro organizaciones de productores, con alrededor de 70 pescadores, dependen principalmente de la pesca como su principal fuente de ingresos. En el cuerpo de agua de la Laguna de Atlangatepec, se reproducen diversas especies de peces, incluyendo carpa barrigona, espejo, herbívora, así como charales, acociles y ajolotes, en condiciones naturales.

### Importancia ecológica y avifauna
La Laguna de Atlangatepec también es reconocida por su importancia ecológica y como un importante sitio de anidación y reproducción para aves migratorias y estacionarias en la región del Altiplano Mexicano. En 2017 la Universidad Popular Autónoma del Estado de Puebla identificó la presencia de alrededor de cien especies de aves en la zona, convirtiéndola en un lugar de gran interés para observadores de aves y científicos.

## Conservación y desafíos ambientales
A pesar de su importancia ecológica y cultural, la Laguna de Atlangatepec enfrenta varios desafíos ambientales, incluida la contaminación por desechos sólidos y aguas residuales, la deforestación en las áreas circundantes y el cambio climático. Estos factores ponen en riesgo la salud del ecosistema de la laguna y la sostenibilidad de las actividades humanas que dependen de ella.
La producción pesquera anual en la presa varía debido a factores como la sequía y la falta de apoyo para la siembra de especies de agua dulce. Desde 2014, la presa ha experimentado una disminución en su superficie debido a la sequía, perdiendo alrededor de 190 hectáreas. En condiciones favorables de precipitación, los pescadores pueden obtener hasta 50 toneladas de carpa durante la Semana Santa. A pesar de ello, el precio de la carpa y el charal ha permanecido estancado en 60 pesos por kilogramo durante los últimos cinco años.
Los acuacultores se enfrentan a varios desafíos, incluyendo la falta de apoyo gubernamental para la renovación de las instalaciones del Centro Acuícola y la disminución en la producción de crías de peces en comparación con décadas anteriores. Aunque se realizan investigaciones sobre nuevas especies como la tilapia albina y la carpa herbívora, es necesario un mayor respaldo por parte de las autoridades para garantizar la sostenibilidad de la pesca y la acuicultura en la región.